# TOKYO-POP
『TOKYO-POP』（トーキョーポップ Tokyo Pop）は、1988年に公開されたアメリカ合衆国と日本の合作映画。音楽を中心にアメリカ人の娘とロック・バンドのボーカルの日本人青年との交流を描き、アメリカの習慣と東京のライフ・スタイルのコントラストと、2人の主人公の間で発展するラブ・ストーリーを織り交ぜている。
主人公はキャリー・ハミルトン演じるウェンディーと、田所豊（現:ダイアモンド☆ユカイ）演じる山口ヒロ。ほかの出演者にはジーナ・ベラフォンテや丹波哲郎らがいる。監督と脚本はフラン・ルーベル・クズイ。メタル・バンドのX（現:X JAPAN）がカメオ出演している。
2023年8月4日から4K復元版がアメリカの20都市で順次リバイバル上映され、イギリス、フランスでも公開。10月30日には第36回東京国際映画祭で上映された。8月にチャイニーズ・シアターで開かれたプレミア上映では、クズイ監督と葛井克亮プロデューサー、ユカイに、故キャリー・ハミルトンの母親で女優のキャロル・バーネットらが登場した。

## あらすじ
これは恋人（マイケル・サーヴェリス）を母国アメリカに残し、東京へと旅立ったウェンディー・リードという名前の少女の物語である。ウェンディーは東京で女友達を訪ねるつもりが叶わず、代わりに売れないポップ・バンドでボーカリストをしているヒロという青年と出会う。ブロンド髪で背の高いウェンディーは東京で人目を引く存在であった。ウェンディーはヒロと恋に落ち、物語が進むにつれ音楽シーンでその名が知られるようになる。やがてレコード会社のプロデューサーの目に留まり、わずかな間だが成功を手にする。物語を通して演奏される楽曲はジョン・セバスチャンの「ドゥー・ユー・ビリーブ・イン・マジック?」のカバーである。チャートのトップに立ち、成功を収めていた短い間には贅沢な暮らしも享受したが、徐々にお互いの心が離れ、2人の恋は終りを迎える。
この映画でいうTOKYO-POPとは、バンドがチャートでヒットを1つ飛ばし、それを最後に永遠に消える1日限りのビジネスのことを指す。このためウェンディーは、より安定した職を探そうとアメリカに帰国。ヒロとは忘れられない時間を過ごしたが、素晴らしい作曲家であったヒロには自ら道を切り開く力があったので、お互い別々の人生を歩むことになった。ヒロはプロデューサーの関心を集めるために彼女の力を借りる必要がなくなっていた。

## スタッフ
- 監督・脚本：フラン・ルーベル・クズイ（英語版）
- 製作総指揮：ジョナサン・オルスバーグ
- 製作：葛井克亮（英語版）、ジョエル・チューバー
- 共同脚本：リン・グロスマン
- 撮影：ジェームズ・ヘイマン（英語版）
- 音楽：アラン・ブリューワー（英語版）
- 美術：細石照美
- 編集：カミーラ・トニオロ

## キャスト
- キャリー・ハミルトン：ウエンディ
- 田所豊：ヒロ
- 大山大介
- 小林宏史
- 金井聡
- 杉田広志
- 殿山泰司
- 春川ますみ
- 三上博史
- 安岡力也
- 神田瀧夢
- 塩沢とき
- 丹波哲郎
- ジーナ・ベラフォンテ
- X
- パパイヤ・パラノイア（挿入曲「楽園 楽園」。 劇中では「PARADAISE, PARADAISE)」と紹介。）
- 山咲千里
- JUN SKY WALKER(S)
- 黒木香
- 塩屋俊
- 柴田理恵
- ブル中野
- 川勝正幸
- 木元ゆうこ

## 備考
- オープニングのタイトルをキース・ヘリングが手掛けている[10]。
- 当初ヒロの役は尾崎豊も挙げられていたが、実現しなかった。[要出典]